# 長崎正国
長崎 正国（ながさき まさくに）は幕末明治の越中国高岡の医師。旧称は言定。諱は敬勝、字は倚松、号は松江、本姓は橘氏。
高岡で代々町医を務める長崎家の6代目として生まれ、京都で小石元瑞に蘭方医学を学び、維新後東京で富山藩、七尾県に出仕し、晩年高岡関野神社、射水神社で神職を務めた。

## 経歴
文政9年（1826年）5月27日、越中国高岡町医長崎浩斎の子として生まれた。幼名は周蔵。天保12年（1841年）7月京都に上り、小石元瑞に漢学、洋学、医学を学び、弘化元年（1844年）12月帰郷した。一方で文事にも興味を持ち、五十嵐篤好に国学、富士谷御杖に和歌、瑞龍寺閑雲禅師に仏学を学んでいる。嘉永3年（1850年）父浩斎が隠居したため、医業を継いだ。
明治2年（1869年）夏東京に上り、大学で専ら大般若経の訓点に励んだ。明治4年（1871年）3月東京で富山藩病院掛に任じられ、5月23日権少属となったが、7月15日廃藩置県により免職となった。明治5年（1871年）5月21日七尾県十二等出仕として庶務課に配属され、7月5日博覧会事務取調、医事掛を兼務した。7月19日参事に対し、県下の医師300余人の内西洋医学に通じる者は5分の1もいないとして、学統、履歴を取り調べて優秀者を各郡各区の医長とすることを提言している。10月4日七尾県廃止のため免職となり、10月16日帰郷し、再び町医に戻った。
明治6年（1873年）8月高岡関野神社祠官となり、10月射水神社権禰宜兼少講義、明治7年（1874年）3月権中講義に進んだが、4月病に罹り、8月27日死去した。10月15日射水神社で神葬祭が行われ、健功正国大人の号を与えられた。墓所は瑞龍寺。法号は松風水月居士。

## 家族
- 父：長崎浩斎 - 高岡長崎家5代目。
- 母：くら - 小児科医金子梅窓次女[9]。享和2年（1802年）11月7日生、安政2年（1855年）4月21日没[10]。
- 妻：逸見氏[2]
- 長男：長崎正路[2] - 高岡長崎家7代目。嘉永2年（1849年）10月12日生、大正4年（1915年）1月17日没[8]。
- 次男：林忠正[2] - 美術商。
- 三男：長崎正辰[2]
- 四男：長崎千里[2]
- 五男：長崎正倫[2]